# テトラフェニルポルフィリン
テトラフェニルポルフィリン（tetraphenylporphyrin）は、分子式C44H30N4、分子量614.74の複素環式化合物である。TPP、H2TPPなどと省略される。黒紫色の固体でクロロホルムやベンゼンなどの非極性溶媒に可溶である。一方でメタノールやヘキサンには難溶である。

## 合成

### ローゼムント法
1935年にローゼムントにより報告された方法。ピロールとベンズアルデヒドのピリジン溶液を窒素と共に封管し、150℃で24時間反応させることで約10%の収率で得られる。

### アドラー-ロンゴ法
1967年にアドラーとロンゴらにより報告された方法。溶媒としてプロピオン酸（沸点141℃）を用いる。空気雰囲気下で30分間還流後、反応溶液を室温で静置するとテトラフェニルポルフィリンの結晶が析出する。ここでプロピオン酸の代わりに酢酸を溶媒として用いると結晶が析出しない。結晶を濾紙上に集め、これをメタノール、次いで熱水で洗い乾燥させることでテトラフェニルポルフィリンを20%程度の収率で得る。ローゼムント法と異なり、常圧で反応を行うことができる。生成物には数%のテトラフェニルクロリンが含まれるため、必要に応じて精製する。

### リンゼイ法
1987年にリンゼイらにより報告された方法。すべての反応を室温で行える。窒素雰囲気下、原料のジクロロメタン溶液に酸触媒を加えることで得られるポルフィリノーゲンを、2,3-ジクロロ-5,6-ジシアノ-1,4-ベンゾキノン (DDQ) やp-クロラニルなどの酸化剤を用いて酸化することでテトラフェニルポルフィリンを得る。条件によっては収率は60%にも上る。アドラー-ロンゴ法に比べ大量の溶媒（約30倍）を要するが、適応可能な原料が幅広く、アドラー＝ロンゴ法と並んで今日では最も広く用いられる。酸触媒としては三フッ化ホウ素ジエチルエーテル錯体、トリフルオロ酢酸などが用いられる。

## 性質

トルエン中におけるテトラフェニルポルフィリンの光学的性質

テトラフェニルポルフィリンの性質として、以下のようなものがある。
- 420 nm 付近に、50万にも達する大きなモル吸光係数を有する特徴的な吸収帯（ソーレー帯）を持つ。
- 核磁気共鳴分光法において、環内部のNHプロトンは環電流効果により高磁場領域にシグナルが現れる。
- 高い対称性とπスタッキングにより、高い融点を示す。
- 光と酸素の存在下、高い効率で一重項酸素を発生する。
- 量子収率はさほど高くないが、赤色の蛍光を示す。